# DeWitt C. Leach

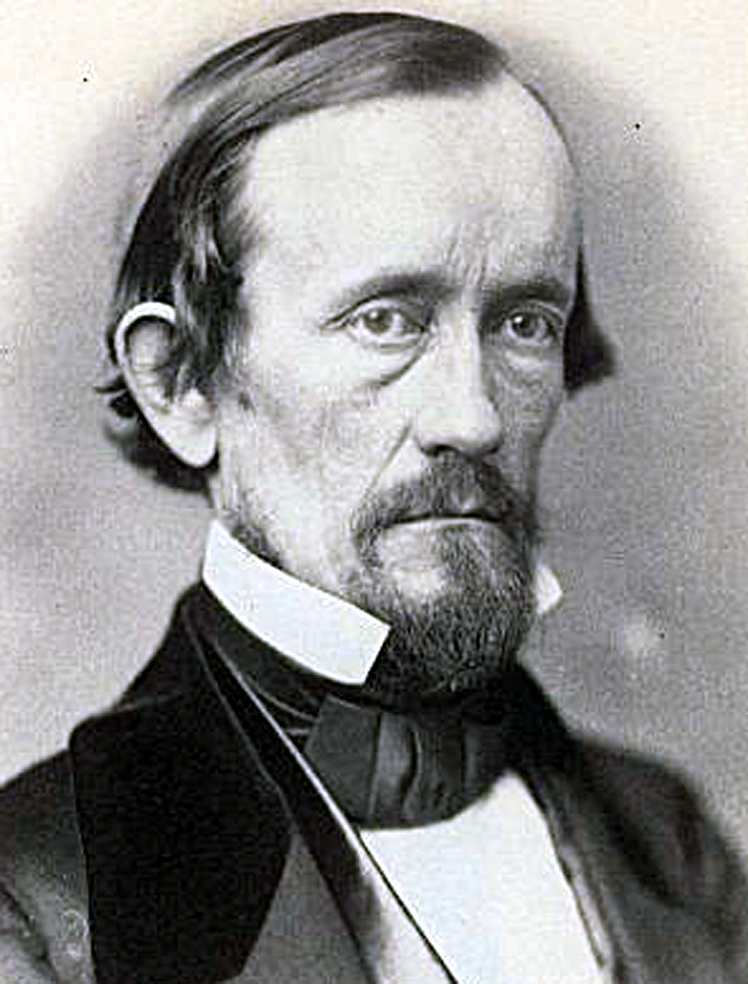
DeWitt C. Leach

DeWitt Clinton Leach (* 23. November 1822 in Clarence, Erie County, New York; † 21. Dezember 1909 in Springfield, Missouri) war ein US-amerikanischer Politiker. Zwischen 1857 und 1861 vertrat er den Bundesstaat Michigan im US-Repräsentantenhaus.

## Werdegang
Noch während seiner Kindheit zog DeWitt Leach mit seinen Eltern in das Genesee County im Michigan-Territorium, wo er die öffentlichen Schulen besuchte. Danach arbeitete er als Lehrer. Im Jahr 1841 zog er nach Lansing, das später die Hauptstadt des Bundesstaates Michigan wurde. Dort gab er mehrere Jahre lang die Zeitung „Michigan State Republican“ heraus. In den Jahren 1849 und 1850 saß Leach als Abgeordneter im Repräsentantenhaus von Michigan. 1850 gehörte er einer Kommission zur Überarbeitung der Staatsverfassung an.
Leach war Mitglied der Gründungsversammlung der Republikanischen Partei in Michigan, die am 6. Juli 1854 in Jackson zusammentrat. Zwischen 1855 und 1857 bekleidete er das Amt des State Librarian. Bei den Kongresswahlen des Jahres 1856 wurde Leach im vierten Wahlbezirk von Michigan in das US-Repräsentantenhaus in Washington, D.C. gewählt, wo er am 4. März 1857 die Nachfolge von George Washington Peck von der Demokratischen Partei antrat. Nach einer Wiederwahl konnte er bis zum 3. März 1861 zwei Legislaturperioden im Kongress absolvieren. Diese waren von den Ereignissen im unmittelbaren Vorfeld des Bürgerkrieges geprägt. Leach erlebte Anfang 1861 den Auszug der Kongressabgeordneten aus den Südstaaten, die sich der Konföderation anschlossen.
Im Jahr 1860 verzichtete DeWitt Leach auf eine weitere Kongresskandidatur. Von 1861 bis 1865 war er für die Bundesregierung als Indianeragent für den Bereich des Staates Michigan tätig. Im Jahr 1865 zog er nach Traverse City, wo er neun Jahre lang die Zeitung „Grand Traverse Herald“ herausgab. Im Jahr 1867 war er erneut Delegierter auf einer Versammlung zur Überarbeitung der Staatsverfassung. 1875 verlegte Leach seinen Wohnsitz nach Springfield in Missouri. Auch dort betätigte er sich als Zeitungsherausgeber. Bereits im Jahr 1882 kehrte er nach Traverse City zurück, wo er bis 1902 die Zeitung „Northwest Farmer“ verlegte. Im Jahr 1902 zog sich DeWitt Leach in den Ruhestand zurück, den er in Springfield verbrachte, wo er am 21. Dezember 1909 verstarb. Er war mit Abigail P. Comfort (1829–1918) verheiratet, mit der er drei Kinder hatte.